# Zahraniční kníže
Zahraniční kníže (francouzsky Prince Étranger) byl ve Francii v období Starého režimu příslušník šlechtického rodu, který byl aktuálně či v minulosti suverénní, přestože titul nese název zahraniční kníže, jeho nositel se zdržoval u francouzského dvora a žil trvale ve Francii.

## Charakteristika a společenské postavení
Hodnost zahraničního knížete byla uznávána ve Francouzském království 16.-18. století jako zvláštní důstojenství charakterizované vztahem k suverénní vládě (takřka vždy poblíž francouzského teritoria). Zahraniční knížata požívala v hierarchii královského dvora předrevoluční Francie páté nejvznešenější postavení po králi, jeho nejbližší rodině, princích královské krve a legitimizovaných nemanželských potomcích francouzských králů. Naopak jejich důstojenství bylo vyšší, než hodnost nejvýše postavených pairů, arcibiskupů a vévodů, stejně jako francouzských ministrů, nejvyšších dvorských hodnostářů (s výjimkou regenta a 1. ministra) a vrchního maršála Francie. Jejich rank jim dával právo na automatické udělení titulu paira, přednostní postavení před vévodskými pairy, čestné místo u královské tabule, právo na titul v 3. osobě: "Vysoký a mocný kníže" (hâut et puissant prince), oslovení ze strany koruny "Můj bratranče" (Mon cousin) a další protokolární i praktické výhody. Hodnost zahraničního knížete bývala udílena jednotlivcům i celým rodům. Její udělení ale nebylo automatické a král mohl rovněž své privilegium vzít zpět. Například syn hraběte ze Soissons z rodu princů Savojsko-Carignanských, známý vojevůdce Evžen Savojský, se uznání tohoto titulu nikdy nedočkal, neboť mu ho Ludvík XIV., ještě jako mladému princi, odepřel.

## Rivalita s pairy, nedůvěra Koruny
Přednostní postavení zahraničních knížat bylo, zejména od poloviny 17. století, ostentativně přehlíženo ze strany pairů, obzvláště ze strany nejmocnějších z nich, vévodů. Když si zahraniční knížata začala s tichým souhlasem Koruny nárokovat oslovení "Výsosti" (Votre Altesse) odmítali je tak vévodští pairové adresovat. Vévodové se také všemožně snažili zajistit si knížecí titul (od římského císaře, ziskem drobného suverénního, králem mnohdy neuznaného knížectví (Henrichemont, Bidache) ba i svévolným povýšením některého rodového panství na knížectví). Takový knížecí titul pak vévodové udíleli demonstrativně mladším členům rodu ve snaze ukázat "že vévoda je přece více než kníže". Záměrně tak ignorovali skutečnosti, že takový knížecí titul je kvalitativně jiný, že zahraniční kníže sám je více hodností než titulem a zahraniční knížata také obvykle jako celek knížecí titul nepoužívala, neboť samotné jméno rodiny obvykle vyjadřovalo dostatečnou prestiž. Rody zahraničních knížat měly navíc vlastní "zásobu" titulů, nejčastěji vévodských a hraběcích. O protokolárních sporech 17. a 18. století jsme dobře zpraveni i díky memoárům ambiciózního Louise de Rouvroy, vévody de Saint-Simon (1675-1755), kterému byly prerogativy zahraničních knížat solí v očích. 
Přílišné opory se zahraniční knížata nemohla dočkat ani ze strany krále a královské rodiny, se kterou byla mnohdy příbuzensky spjatá (sňatky Rohanů a princů de Condé). Bourboni totiž jevili pravidelnou obavu z moci vlivných zahraničních knížat. Rod de Guise budil obavu kvůli intrikám proti králi z dob Bartolomějské noci a povstání Frondy, vůči Rohanům, jako mocným bretaňským patriotům, panovala trvalá nedůvěra, umocněná tzv. náhrdelníkovou aférou z r. 1785 a původem savojská hrabata ze Soissons nenávratně utrpěla na pověsti díky údajnému travičství Olympie Mancini.

## Příklady zahraničních knížat

### Příbuzní vládnoucích dynastií zdržující se ve Francii
- Gonzagové de Nevers a de Réthel - příbuzní vládnoucích vévodů z Mantovy
- princové de Carignan, ve Francii hrabata ze Soissons a větev vévodů de Nemours - příbuzní panujících vévodů Savojských
- vévodové z Guise - příbuzní panujících vévodů Lotrinských

### Drobní (téměř) suverénní vládci žijící ve Francii
- rod La Mark, později rod La Tour d'Auvergne - vládnoucí vévodové z Bouillonu
- Grimaldiové - vládnoucí knížata Monacká

### Potomci a (údajní) dědicové kdysi suverénních rodů
- Rohanové - odvozovali svůj původ od keltských bretonských králů
- rod La Trémoille - sňatkem potomci králů Neapolských v ženské linii